# Rubrica

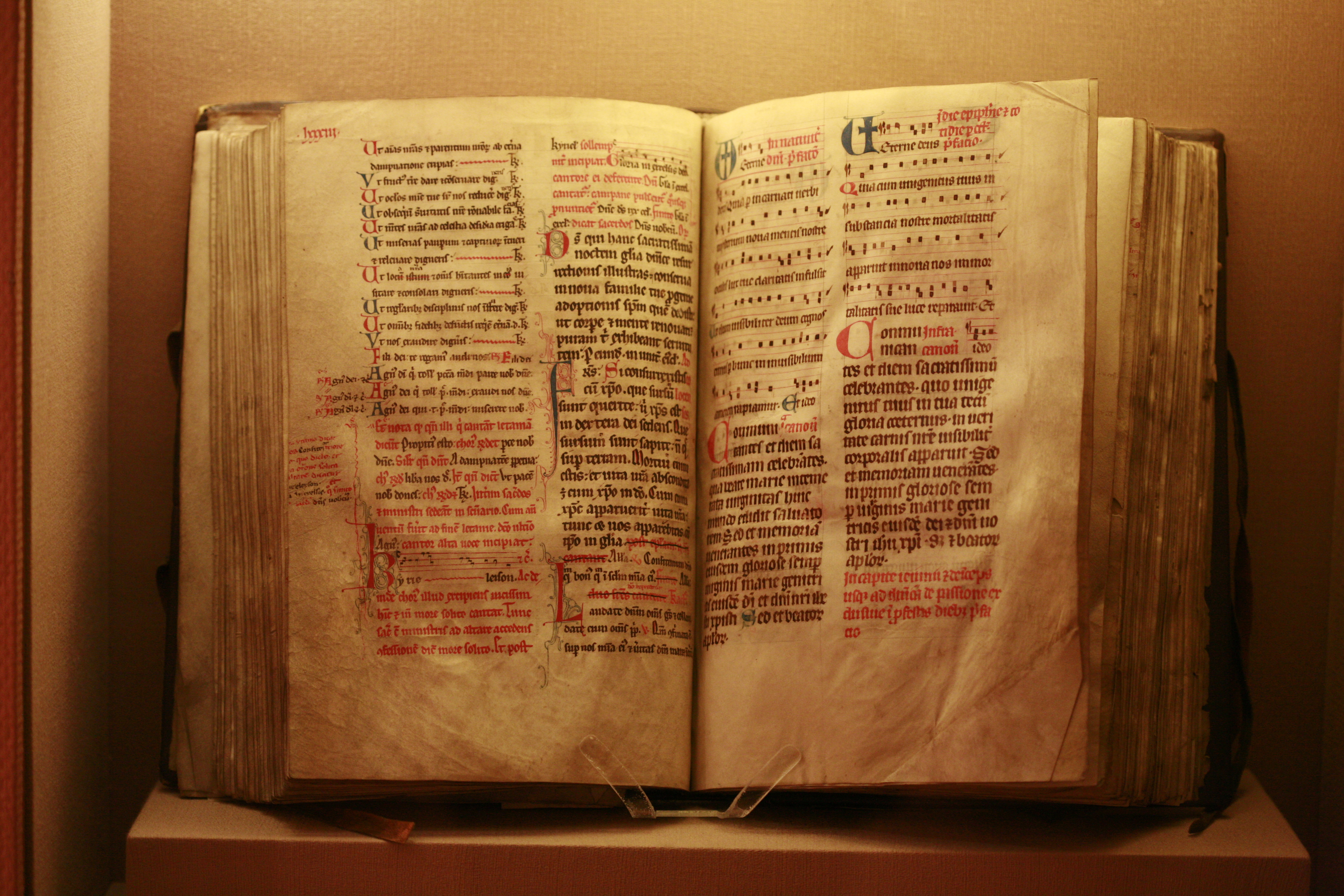
Missal Dominicano, c. 1240, com rubricas em vermelho (Museu Histórico de Lausanne).

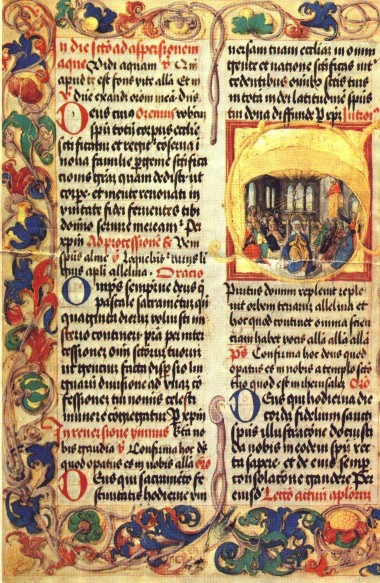
Rubricas em um gradual iluminado de ca. 150.

Rubrica é uma palavra ou parte de um texto que é tradicionalmente escrita ou impressa em tinta vermelha para destacá-la. A palavra deriva do latim Rubrica, ou seja, ocre vermelho ou giz vermelho,  e tem origem nos manuscritos iluminados da Idade Média, especialmente do século XIII ou anterior. Nestes, letras vermelhas foram usadas para destacar iniciais maiúsculas (particularmente de salmos), títulos de seção e nomes de importância religiosa, uma prática conhecida como rubricação.
Rubrica também pode referir-se à tinta vermelha usada para fazer os textos das rubricas, ou qualquer tipo de pigmento usado para fazê-lo. Apesar de vermelho ter sido mais utilizado, outras cores entraram em uso a partir do final da Idade Média em diante, a palavra "rubrica" foi usada para estas também.
Vários sentidos figurados da palavra foram estendidos a partir de seu sentido original. Geralmente, esses sentidos são usados dentro de frases como "sob [qualquer] rubrica", por exemplo, "sob essa rubrica, [X é verdade]" ou "[X foi feito] sob a rubrica de Y." Também podem significar "uma regra autoritária", "o título de um estatuto", "algo sob o qual uma coisa está classificado: Categoria", "um comentário explicativo ou introdutório: Glosa"," uma regra estabelecida, tradição ou costume", "um guia listando critérios específicos de classificação ou marcas acadêmicas [Atribuições]".

## Instruções em contextos litúrgicos
As instruções sobre o que um sacerdote deve fazer durante um serviço litúrgico também foram rubricados em missais e outras formas de livro de serviço, deixando os formulários que deviam ser alidos em voz alta, em preto. A partir daí, rubrica significaria a instrução em um texto, independentemente da forma como está escrito ou impresso. Este é de fato, o mais antiga significado da palavra quando surge em 1375 na literatura inglesa. Menos formalmente, rubricas poderiam se referir a qualquer ação litúrgica habitualmente efetuada ao longo de um serviço, se elas estão ou não realmente escritas.
A história, status e autoridade do conteúdo de rubricas é uma questão de importância, às vezes polêmica, entre os estudiosos da liturgia. No passado, alguns teólogos tentaram distinguir entre os rubricas consideradas, como sendo de origem divina e aqueles apenas de origem eclesiástica. Originalmente as rubricas eram, provavelmente, orais, e depois foram escritas em volumes separados. Os livros mais antigos de serviços sobrevivente não as possuem, mas a partir de referências nos escritos do primeiro milênio, parece que rubricas escritas existiam também.
As Rubricas abrangiam questões como as vestes litúrgicas que deviam ser usadas, a aparência do altar, e de maneira geral as ações do padre durante um serviço litúrgico. Nos livros de serviços modernos, como o Missal Romano, longas rubricas gerais (atualmente impressas em preto) abordam essas questões, os formulários a serem dito na missa e em um sacramento, por sua vez, contêm rubricas básicas, ainda impressas em vermelho.

## Após o desenvolvimento da impressão

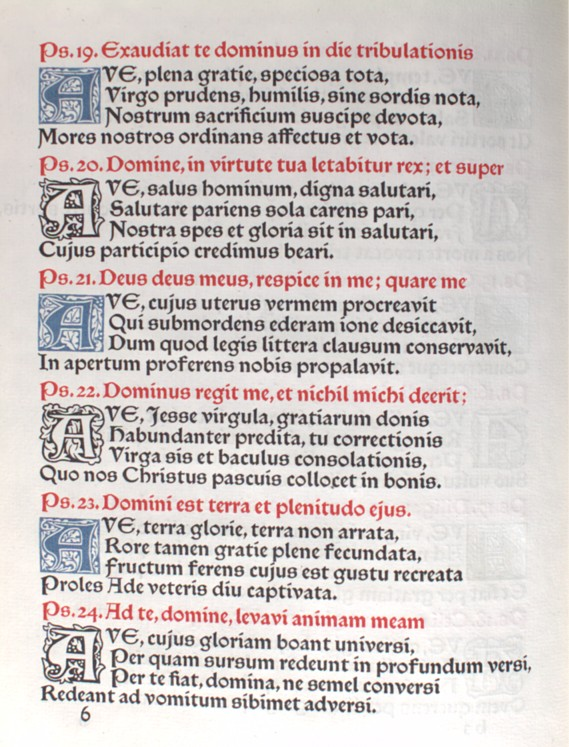
Página da Imprensa Kelmscott de 1896, edição do século XIII das Laudes Beatae Virginis Mariae, com números e linhas de Salmos em vermelho, e as orações em preto.

Com a chegada de impressão, efeitos tipográficos, tais como o itálico, negrito ou o uso de um tipo de tamanho diferente, passou a ser usado para enfatizar uma seção de texto, e como a impressão em duas cores é mais cara e demorada, rubricas vermelhas desde então tendiam a ser reservadas especificamente para os livros de serviços religiosos, edições de luxo, ou livros onde o design é enfatizada.